# 久比岐国造
久比岐国造（くびきのくにのみやつこ・くびきこくぞう）は、久比岐国を支配した国造。

## 概要

### 先祖
- 『先代旧事本紀』「国造本紀」では、崇神朝の御代に大和直と同祖の御戈命を国造に任命したとされる。

### 氏族
頸城氏（くびきうじ、姓は直）。後裔に青海氏（おうみうじ、姓は首）がおり、倭国造と同族。青海氏は『新撰姓氏録』に椎根津彦命の後裔とある。

## 本拠

### 支配領域
国造の支配領域は当時久比岐国と呼ばれた地域、後の越後国頸城郡西部、現在の糸魚川市に相当する。
古墳の築造状況や深江の地名などから、高志深江国造を蒲原郡や沼垂郡深江に想定し、久比岐国造の本拠を上越市・妙高市を中心域に比定される。
宝賀寿男は、大和川や青海川、青海町、青海神社など国造に関係した地名が糸魚川市に多く見られる一方、上越市や妙高市にはこれら地名が見られない。また深江の地名が頸城郡内にも存在したと見られ、郡内に高志深江国造の後裔氏族が居住していたことなどから、久比岐国造の本拠は糸魚川市に比定する方が妥当であると主張している。

## 氏神
式内社の青海神社か。国造の祖神である椎根津彦命を祀る。

### 関連神社
- 大神社（おおみわのかむやしろ）
糸魚川市大字平に鎮座する大神社の式内論社。宮司である佐藤氏の遠祖である美保古命（御戈命）を祀る。
- 青海神社（おうみじんじゃ）
加茂市に鎮座する青海神社の式内論社。椎根津彦命と大國魂神を祀る。

## 子孫
- 青海夫人勾子
古墳時代の人物で欽明朝の女官。天皇が出仕しない大伴金村のもとへ遣わした。